# Wincenty Laskowski
Wincenty Laskowski (ur. 8 stycznia 1837 w Lubrańcu, zm. 9 grudnia 1916 w Lubrańcu) – powstaniec styczniowy na Kujawach.

## Życiorys
Urodził się 8 stycznia 1837 roku w Lubrańcu w rodzinie szewca Błażeja Laskowskiego (ur. 1810) i Marianny z d.Jankiewicz (ur. 1816). Od swojego ojca nauczył się zawodu szewca. W 1863 roku jako mieszkaniec Lubrańca był uczestnikiem powstania styczniowego na Kujawach. W wieku 26 lat wstąpił do oddziału dowodzonego przez Kazimierza Mielęckiego i uczestniczył w bitwie pod Ślesinem. Nie udało się ustalić czy był represjonowany przez władze carskie po zakończeniu powstania.
Wincenty Laskowski zmarł 9 grudnia 1916 roku w Lubrańcu w wieku 78 lat. Jego pogrzeb był okazją do wyrażenia patriotycznych postaw przez mieszkańców Lubrańca w czasie trwania I wojny światowej. Pochowany został na cmentarzu w Lubrańcu.

### Życie prywatne
Jego żoną była Anna z d. Paradzińska (1860–1930), z którą miał prawdopodobnie tylko syna Franciszka Laskowskiego działacza PPS. 

## Odznaczenia
- Krzyż Srebrny Orderu Virtuti Militari
- Krzyż Niepodległości z Mieczami – 21 stycznia 1933